# Le Plessis-Feu-Aussoux
Pour les articles homonymes, voir Le Plessis.
Le Plessis-Feu-Aussoux est une commune française située dans le département de Seine-et-Marne en région Île-de-France.

## Géographie

### Localisation
Le village est situé à 10 km au nord-est de Rozay-en-Brie, à 28 km au nord-ouest de Provins et à 24 km au nord de Nangis.

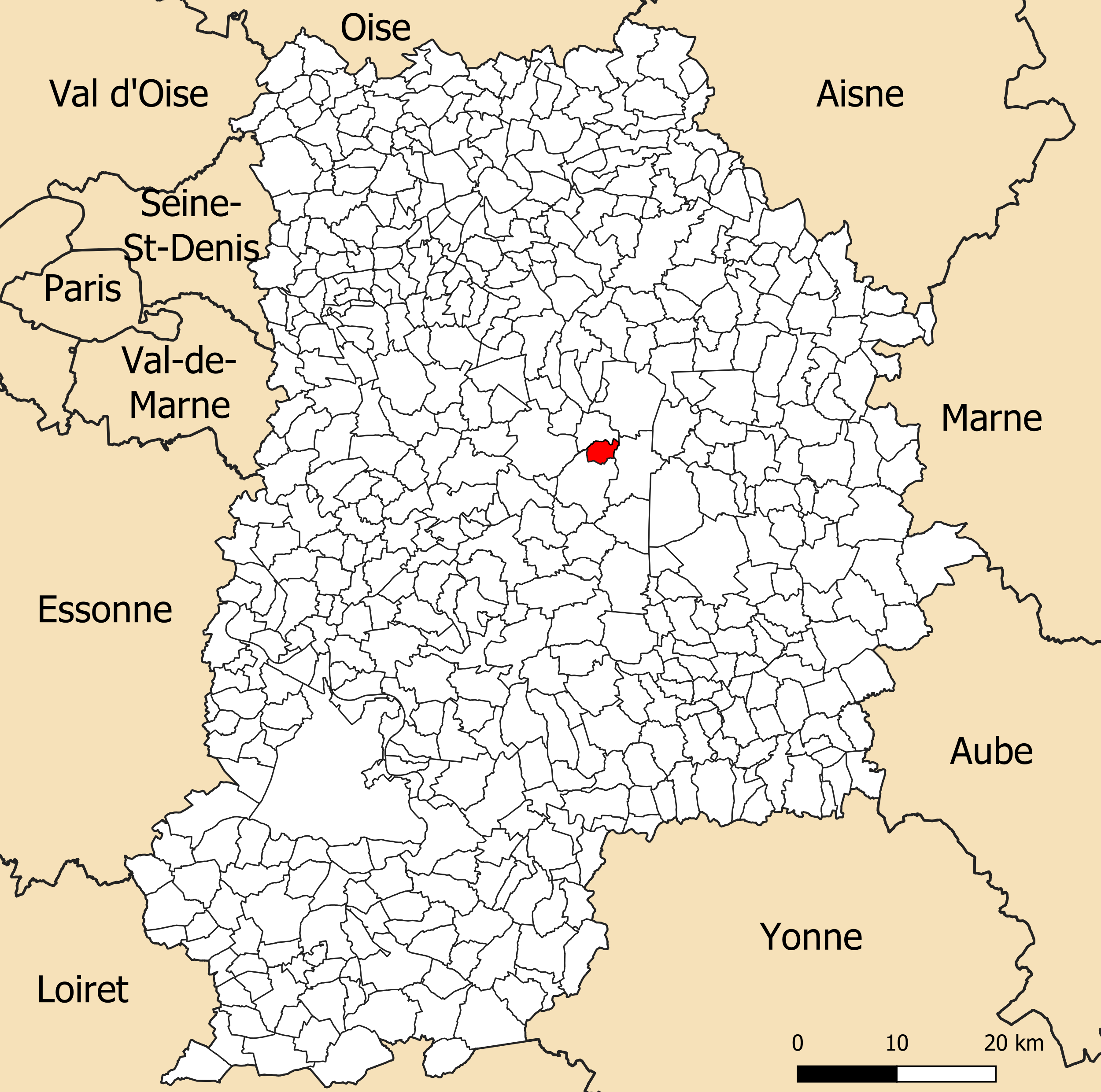
Localisation de la commune de Le Plessis-Feu-Aussoux dans le département de Seine-et-Marne

### Communes limitrophes
Les communes limitrophes sont Touquin, Vaudoy-en-Brie et Voinsles.

### Hydrographie

#### Réseau hydrographique

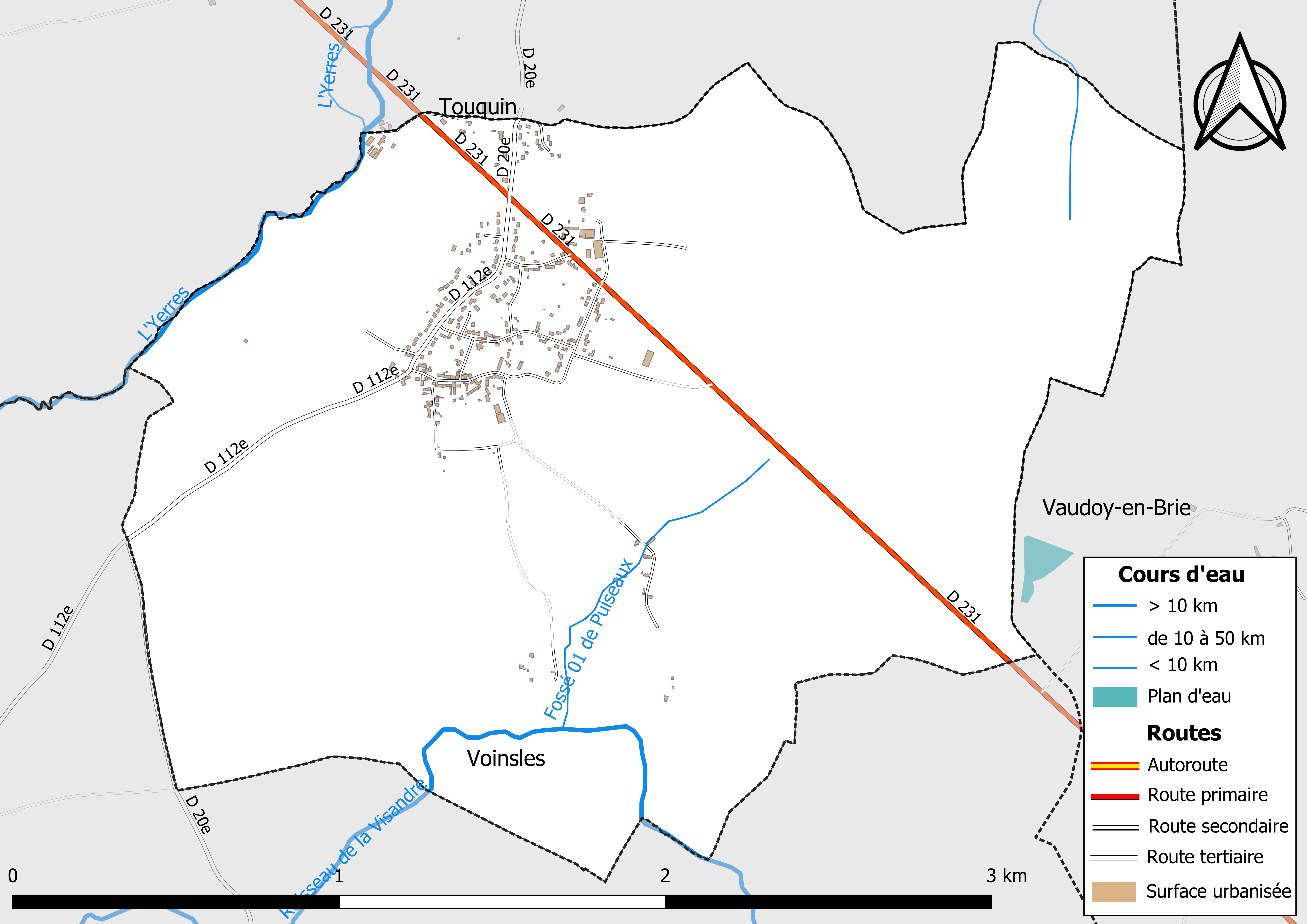
Carte des réseaux hydrographique et routier du Le Plessis-Feu-Aussoux.

Le réseau hydrographique de la commune se compose de quatre cours d'eau référencés :
- la rivière l’Yerres, longue de 98,23 km[1], affluent en rive droite de la Seine, prend sa source près d'ici et forme la limite avec la commune de Touquin. Il y avait autrefois de nombreux moulins à eau sur son cours (Berneray, Galand) ;
  - le ruisseau de la Visandre, long de 30,93 km[2], affluent de l'Yerres en rive gauche ;
    - le fossé 01 de Puiseaux, 1,17 km[3], qui conflue avec la Visandre ;
- le fossé 01 du Griay de la Couture, 1,25 km[4], qui conflue avec le ru de l'Étang de Beuvron.

La longueur totale des cours d'eau sur la commune est de 3,48 km.

#### Gestion des cours d'eau
Afin d’atteindre le bon état des eaux imposé par la directive-cadre sur l'eau du 23 octobre 2000, plusieurs outils de gestion intégrée s’articulent à différentes échelles : le SDAGE, à l’échelle du bassin hydrographique, et le SAGE, à l’échelle locale. Ce dernier fixe les objectifs généraux d’utilisation, de mise en valeur et de protection quantitative et qualitative des ressources en eau superficielle et souterraine. Le département de Seine-et-Marne est couvert par six SAGE, au sein du bassin Seine-Normandie.
La commune fait partie du SAGE « Yerres », approuvé le 13 octobre 2011. Le territoire de ce SAGE correspond au bassin versant de l’Yerres, d'une superficie de 1 017 km2, parcouru par un réseau hydrographique de 450 kilomètres de long environ, répartis entre le cours de l’Yerres et ses affluents principaux que sont : le ru de l'Étang de Beuvron, la Visandre, l’Yvron, le Bréon, l’Avon, la Marsange, la Barbançonne, le Réveillon. Le pilotage et l’animation du SAGE sont assurés par le syndicat mixte pour l'assainissement et la gestion des eaux du bassin versant de l’Yerres (SYAGE), qualifié de « structure porteuse ».

### Climat
Pour des articles plus généraux, voir Climat de l'Île-de-France et Climat de Seine-et-Marne.
En 2010, le climat de la commune est de type climat océanique dégradé des plaines du Centre et du Nord, selon une étude du CNRS s'appuyant sur une série de données couvrant la période 1971-2000. En 2020, Météo-France publie une typologie des climats de la France métropolitaine dans laquelle la commune est exposée à un climat océanique altéré et est dans la région climatique Nord-est du bassin Parisien, caractérisée par un ensoleillement médiocre, une pluviométrie moyenne régulièrement répartie au cours de l’année et un hiver froid (3 °C).
Pour la période 1971-2000, la température annuelle moyenne est de 10,7 °C, avec une amplitude thermique annuelle de 15,2 °C. Le cumul annuel moyen de précipitations est de 724 mm, avec 11,1 jours de précipitations en janvier et 7,9 jours en juillet. Pour la période 1991-2020, la température moyenne annuelle observée sur la station météorologique la plus proche, située sur la commune de Chevru à 12 km à vol d'oiseau, est de 11,2 °C et le cumul annuel moyen de précipitations est de 697,7 mm,. Pour l'avenir, les paramètres climatiques de la commune estimés pour 2050 selon différents scénarios d'émission de gaz à effet de serre sont consultables sur un site dédié publié par Météo-France en novembre 2022.

### Milieux naturels et biodiversité

#### Réseau Natura 2000

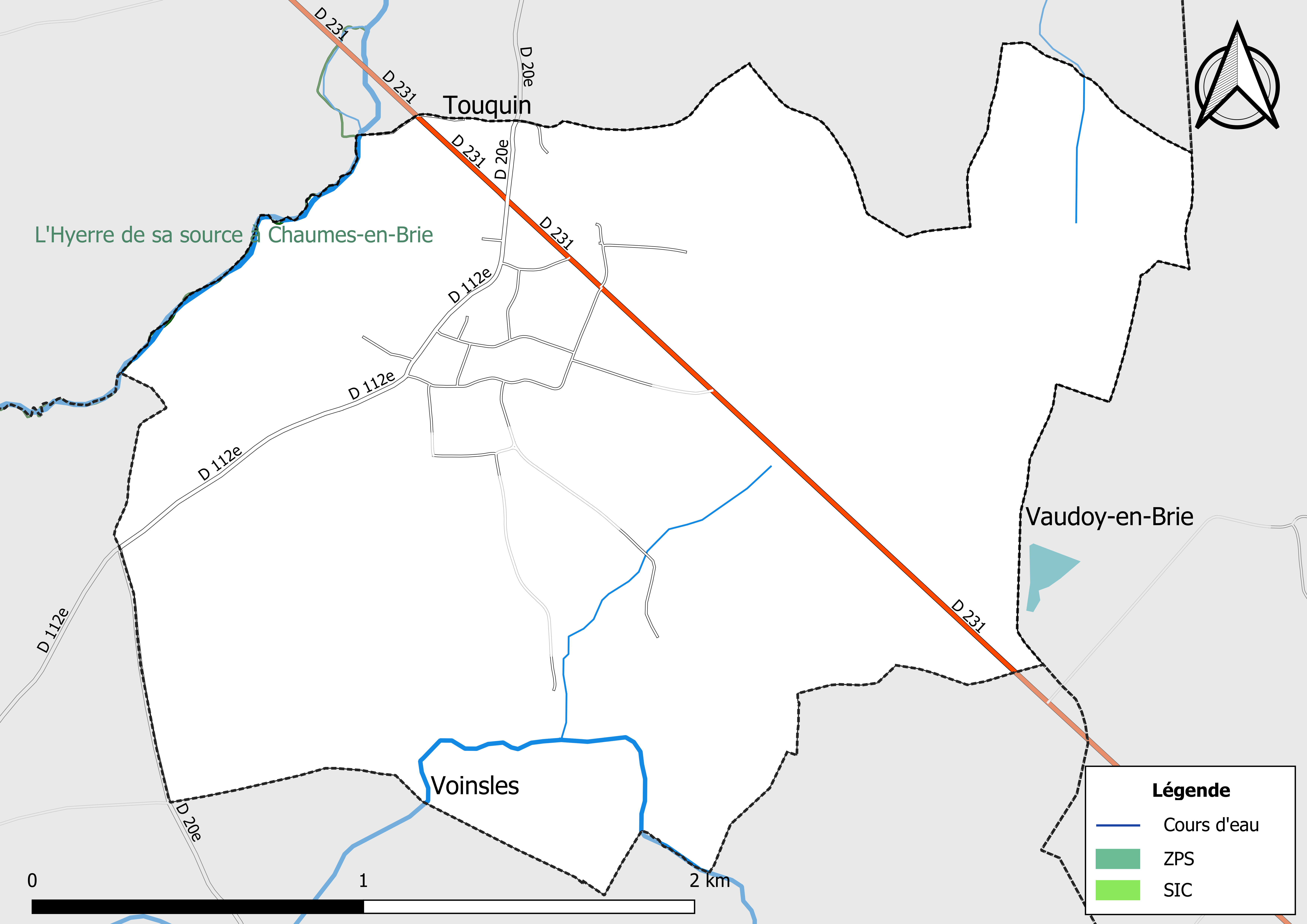
Sites Natura 2000 sur le territoire communal.

Le réseau Natura 2000 est un réseau écologique européen de sites naturels d’intérêt écologique élaboré à partir des directives « Habitats » et « Oiseaux ». Ce réseau est constitué de zones spéciales de conservation (ZSC) et de zones de protection spéciale (ZPS). Dans les zones de ce réseau, les États Membres s'engagent à maintenir dans un état de conservation favorable les types d'habitats et d'espèces concernés, par le biais de mesures réglementaires, administratives ou contractuelles.
Un site Natura 2000 a été défini sur la commune au titre de la « directive Habitats », : 
« L'Yerres de sa source a Chaumes-en-Brie », d'une superficie de 18 ha, un tronçon de 40 km de l'Yerres qui héberge une faune piscicole et une végétation aquatique devenues rares en Ile-de-France,.

## Urbanisme

### Typologie
Au 1er janvier 2024, Le Plessis-Feu-Aussoux est catégorisée commune rurale à habitat dispersé, selon la nouvelle grille communale de densité à sept niveaux définie par l'Insee en 2022.
Elle est située hors unité urbaine. Par ailleurs la commune fait partie de l'aire d'attraction de Paris, dont elle est une commune de la couronne,. Cette aire regroupe 1 929 communes,.

### Occupation des sols
L'occupation des sols de la commune, telle qu'elle ressort de la base de données européenne d’occupation biophysique des sols Corine Land Cover (CLC), est marquée par l'importance des territoires agricoles (85,7 % en 2018), en diminution par rapport à 1990 (94,2 %). La répartition détaillée en 2018 est la suivante : 
terres arables (84,3 % ), zones urbanisées (8,5 % ), forêts (5,8 % ), zones agricoles hétérogènes (1,4 %).
Parallèlement, L'Institut Paris Région, agence d'urbanisme de la région Île-de-France, a mis en place un inventaire numérique de l'occupation du sol de l'Île-de-France, dénommé le MOS (Mode d'occupation du sol), actualisé régulièrement depuis sa première édition en 1982. Réalisé à partir de photos aériennes, le Mos distingue les espaces naturels, agricoles et forestiers mais aussi les espaces urbains (habitat, infrastructures, équipements, activités économiques, etc.) selon une classification pouvant aller jusqu'à 81 postes, différente de celle de Corine Land Cover,,. L'Institut met également à disposition des outils permettant de visualiser par photo aérienne l'évolution de l'occupation des sols de la commune entre 1949 et 2018.

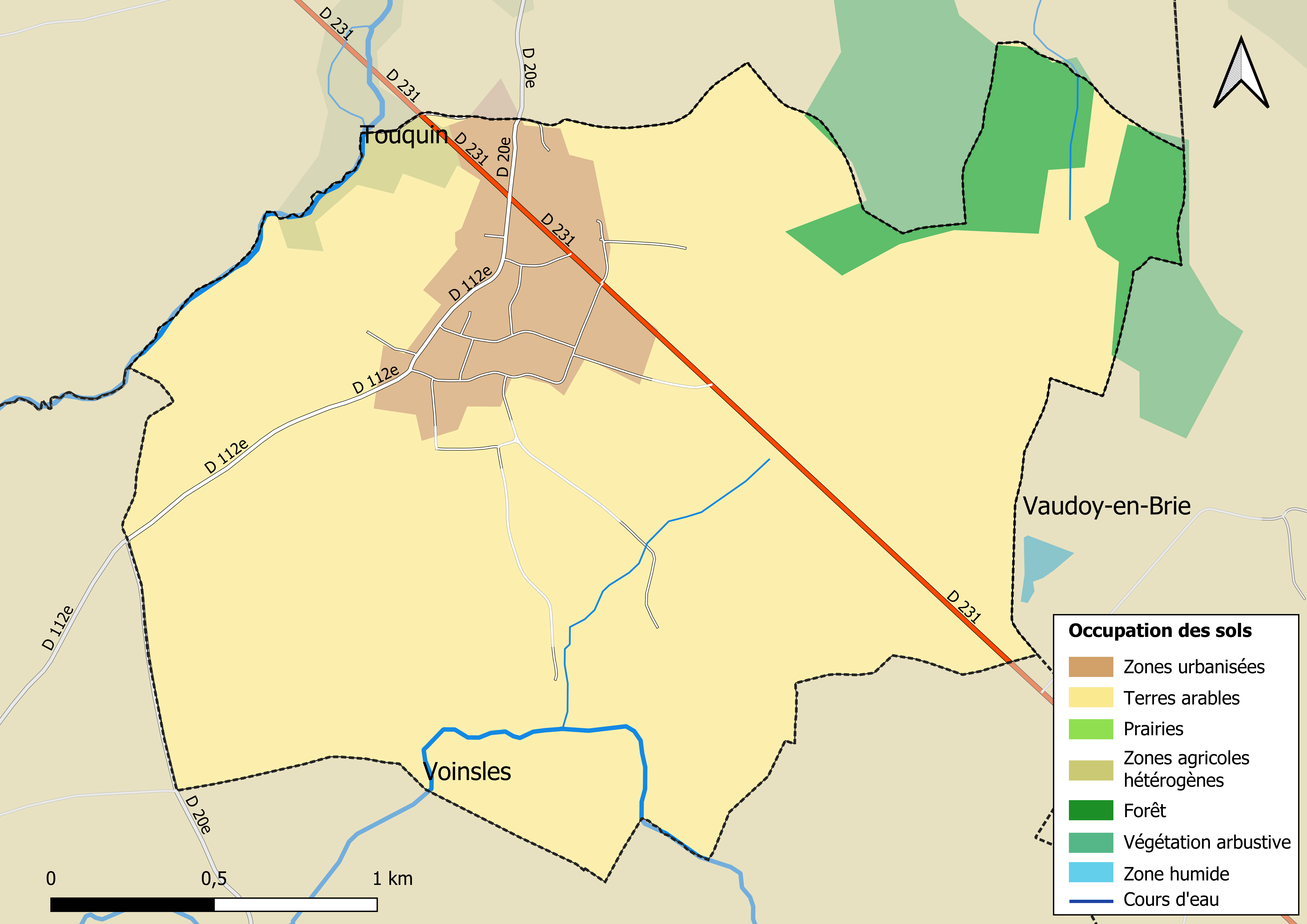
Carte des infrastructures et de l'occupation des sols en 2018 (CLC) de la commune.
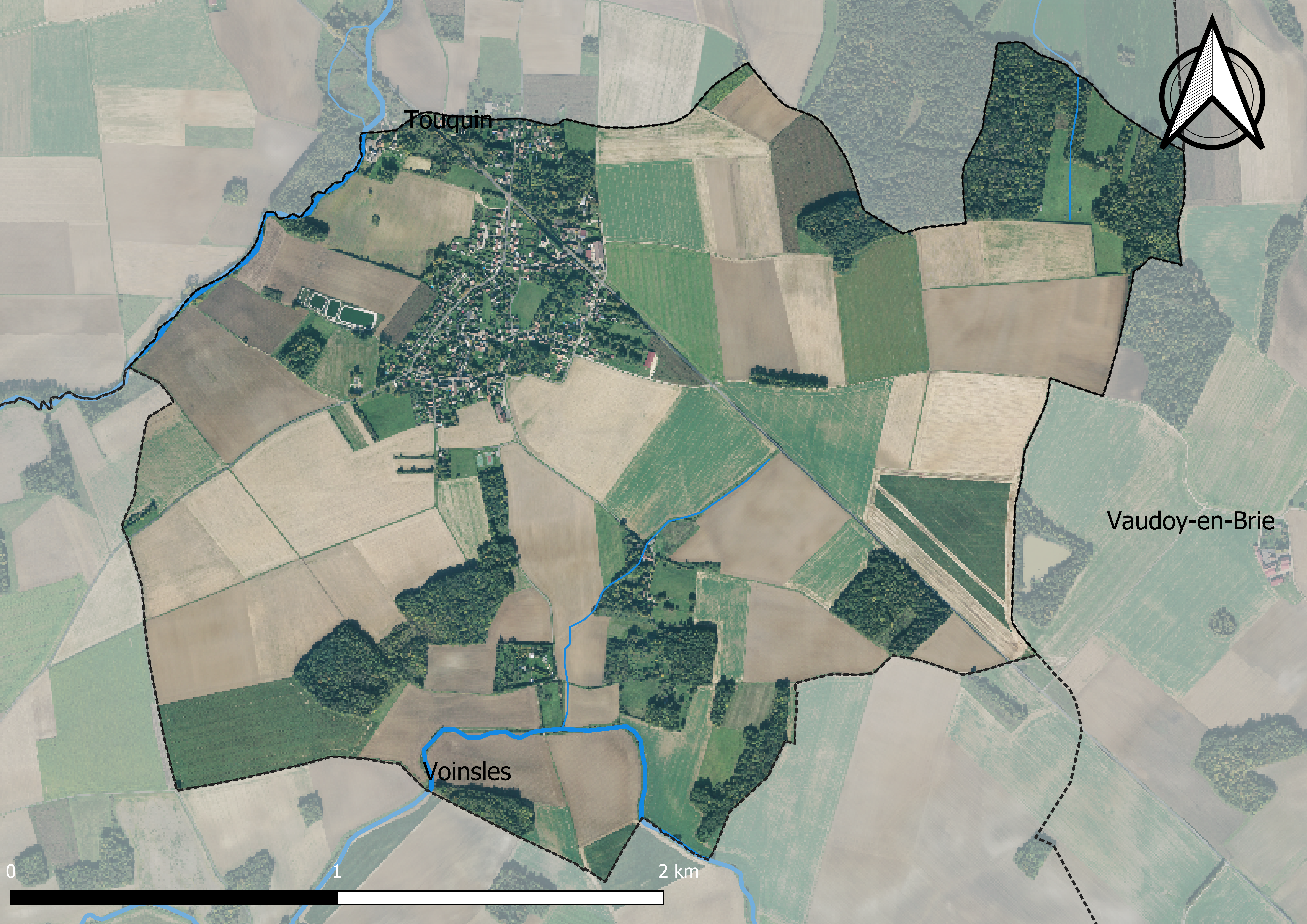
Carte orhophotogrammétrique de la commune.

### Lieux-dits, hameaux et écarts
La commune compte 34 lieux-dits administratifs répertoriés consultables ici (source : le fichier Fantoir) dont Puiseaux.

### Habitat et logement
En 2018, le nombre total de logements dans la commune était de 229, alors qu'il était de 211 en 2013 et de 191 en 2008.
Parmi ces logements, 91,2 % étaient des résidences principales, 4 % des résidences secondaires et 4,9 % des logements vacants. Ces logements étaient pour 92,1 % d'entre eux des maisons individuelles et pour 6,6 % des appartements.
Le tableau ci-dessous présente la typologie des logements au Le Plessis-Feu-Aussoux en 2018 en comparaison avec celle de Seine-et-Marne et de la France entière. Une caractéristique marquante du parc de logements est ainsi une proportion de résidences secondaires et logements occasionnels (4 %) supérieure à celle du département (2,9 %) mais inférieure à celle de la France entière (9,7 %). Concernant le statut d'occupation de ces logements, 87,4 % des habitants de la commune sont propriétaires de leur logement (87,6 % en 2013), contre 61,8 % pour la Seine-et-Marne et 57,5 % pour la France entière.
| Typologie                                               | Le Plessis-Feu-Aussoux | Seine-et-Marne | France entière |
| ------------------------------------------------------- | ---------------------- | -------------- | -------------- |
| Résidences principales (en %)                           | 91,2                   | 90,3           | 82,1           |
| Résidences secondaires et logements occasionnels (en %) | 4                      | 2,9            | 9,7            |
| Logements vacants (en %)                                | 4,9                    | 6,8            | 8,2            |

### Planification de l'aménagement
La commune disposait en 2019 d'un plan local d'urbanisme approuvé. Le zonage réglementaire et le règlement associé peuvent être consultés sur le Géoportail de l'urbanisme.

### Voies de communication et transports
- On y accède par l'autoroute A4, sortie no 13 en direction de Provins.
- La commune est desservie par la ligne 50 du réseau de bus Provinois - Brie et Seine.

## Toponymie
Le nom de la localité est mentionné sous les formes Plesseium en 1174 (dont le seigneur est alors un dénommé Ansoldus) ; Plassetum en 1194 ; Le Plaissie vers 1222 (Livre des vassaux) ; Plessetum Ansoudi et Le Plessier Ausout en 1249 ; La meson dou Plaisie feu Ansout vers 1275 ; Le Plaissiel feu Ansolt en 1276 ; Plessetum defuncti Ansoldi en 1279 ; Lou Plessie Feu Ensault vers 1350 ; Le Plessie feu Ansolt en 1377 ; Plessie Ansost en 1467 ; Plessetum deffuncti Amxodi en 1513 ; Le Plessy Fransou en 1612 ; Le Plessy en 1740 ; Le Plessis feu Ansould en 1751 ; Le Plessis Favensoulle en 1766.
- Le nom vient de l'oïl plessis (enceinte fermée par des haies de branches) et de l’anthroponyme, du feu (défunt), Ansoldus[40],[41].

## Histoire

### Moyen Âge
Le village est cité dans un manuscrit daté de 1174, mais il est probable qu'il existait déjà auparavant, peut-être à la période gallo-romaine, la voie romaine Agrippa passant à quelques kilomètres. Il apparaît sous le nom de Ansoldus de Plesseio, Ansoldus étant le nom du seigneur, et plesseio, latinisation de plessis, indiquant la présence d'une enceinte formée de pieux et de branches entrelacées. Le qualificatif « feu », signifiant que le seigneur est décédé, est apparu à une date inconnue. Dès 1487, l'orthographe est proche de l'actuelle, même si l'hésitation a longtemps subsisté concernant la lettre finale (« s » ou « x »).
Jusqu'en 1285, le village était situé dans une « marche séparante » dans laquelle les habitants dépendaient du puissant comté de Champagne et du royaume de France, chacun ayant des droits de justice. Il faudra attendre le mariage de Philippe IV avec Jeanne de Navarre pour que le Plessis soit rattaché à la couronne de France.

En 1487 les Chartreux de Paris se rendent acquéreurs d'une grande partie du fief. À la Révolution française, leurs biens, devenus nationaux, seront vendus. En 1850, la construction d'une route permit de désenclaver le village.

## Politique et administration

### Rattachements administratifs et électoraux

#### Rattachements administratifs
La commune se trouve depuis 1926 dans l'arrondissement de Melun du département de Seine-et-Marne. .
Elle faisait partie depuis 1793 du canton de Rozay-en-Brie. Dans le cadre du redécoupage cantonal de 2014 en France, cette circonscription administrative territoriale a disparu, et le canton n'est plus qu'une circonscription électorale.

#### Rattachements électoraux
Pour les élections départementales, la commune fait partie depuis 2014 du canton de Fontenay-Trésigny
Pour l'élection des députés, elle fait partie depuis 1958 de la quatrième circonscription de Seine-et-Marne

### Intercommunalité
La commune de Le Plessis-Feu-Aussoux était adhérente de la petite communauté de communes les Sources de l'Yerres, créée le 19 décembre 2003.
Dans le cadre des dispositions de la loi portant nouvelle organisation territoriale de la République (Loi NOTRe) du 7 août 2015, qui prévoit que les établissements publics de coopération intercommunale (EPCI) à fiscalité propre doivent avoir un minimum de 15 000 habitants (et 5 000 habitants en zone de montagnes), celle-ci a fusionné avec la communauté de communes de la Brie boisée et la communauté de communes du Val Bréon pour former, le 1er janvier 2017 la Communauté de communes du Val Briard dont est désormais membre la commune.

### Liste des maires
| Période                                  | Période   | Identité           | Étiquette | Qualité |
| ---------------------------------------- | --------- | ------------------ | --------- | --- |
| Les données manquantes sont à compléter. |           |                    |           | |
| 1965                                     | 1971      | Suzanne Commere    |           | Épouse du peintre Jean Commère |
| 1971                                     | 1978      | Henri Veilliat     |           | |
| mars 1978                                | 1995      | Christian Dubuis   |           | |
| juin 1995                                | 2001      | Gérard Terré       |           | |
| mars 2001                                | mars 2014 | Simone Dubuis      |           | |
| mars 2014                                | juin 2022 | Isabelle Périgault | LR        | Directrice administrative territoriale Présidente de la CC du Val Briard (2018 → 2022) Députée de Seine-et-Marne (4e circ.) (2022 → ) Démissionnaire à la suite de son élection comme députée. |
| septembre 2022                           | En cours  | Isabelle Guyot     |           | Présidente du R.P.I ( ? → ) |

## Équipements et services publics

### Eau et assainissement
L’organisation de la distribution de l’eau potable, de la collecte et du traitement des eaux usées et pluviales relève des communes. La loi NOTRe de 2015 a accru le rôle des EPCI à fiscalité propre en leur transférant cette compétence. Ce transfert devait en principe être effectif au 1er janvier 2020, mais la loi Ferrand-Fesneau du 3 août 2018 a introduit la possibilité d’un report de ce transfert au 1er janvier 2026,.

#### Assainissement des eaux usées
En 2020, la commune du Plessis-Feu-Aussoux gère le service d’assainissement collectif (collecte, transport et dépollution) en régie directe, c’est-à-dire avec ses propres personnels.
L’assainissement non collectif (ANC) désigne les installations individuelles de traitement des eaux domestiques qui ne sont pas desservies par un réseau public de collecte des eaux usées et qui doivent en conséquence traiter elles-mêmes leurs eaux usées avant de les rejeter dans le milieu naturel. La communauté de communes Val Briard (CCVB) assure pour le compte de la commune le service public d'assainissement non collectif (SPANC), qui a pour mission de vérifier la bonne exécution des travaux de réalisation et de réhabilitation, ainsi que le bon fonctionnement et l’entretien des installations,.

#### Eau potable
En 2020, l'alimentation en eau potable est assurée par le SIAEP de la région de Touquin qui en a délégué la gestion à l'entreprise Suez, dont le contrat expire le 12 juin 2032,,.

### Enseignement
Les enfants de la commune sont scolarisés avec ceux de Voinsles dans le cadre d'un regroupement pédagogique intercommunal (RPI). L'école du  Plessis-Feu-Aussoux accueille les classées élémentaires.

## Population et société

### Démographie
L'évolution du nombre d'habitants est connue à travers les recensements de la population effectués dans la commune depuis 1793. Pour les communes de moins de 10 000 habitants, une enquête de recensement portant sur toute la population est réalisée tous les cinq ans, les populations de référence des années intermédiaires étant quant à elles estimées par interpolation ou extrapolation. Pour la commune, le premier recensement exhaustif entrant dans le cadre du nouveau dispositif a été réalisé en 2007.

En 2022, la commune comptait 606 habitants, en évolution de +6,13 % par rapport à 2016 (Seine-et-Marne : +3,92 %, France hors Mayotte : +2,11 %).
| 1793 | 1800 | 1806 | 1821 | 1831 | 1836 | 1841 | 1846 | 1851 |
| ---- | ---- | ---- | ---- | ---- | ---- | ---- | ---- | ---- |
| 132  | 190  | 191  | 181  | 236  | 259  | 264  | 278  | 291  |

| 1856 | 1861 | 1866 | 1872 | 1876 | 1881 | 1886 | 1891 | 1896 |
| ---- | ---- | ---- | ---- | ---- | ---- | ---- | ---- | ---- |
| 271  | 277  | 236  | 236  | 256  | 259  | 245  | 238  | 212  |

| 1901 | 1906 | 1911 | 1921 | 1926 | 1931 | 1936 | 1946 | 1954 |
| ---- | ---- | ---- | ---- | ---- | ---- | ---- | ---- | ---- |
| 214  | 179  | 170  | 144  | 139  | 154  | 150  | 148  | 96   |

| 1962 | 1968 | 1975 | 1982 | 1990 | 1999 | 2006 | 2007 | 2012 |
| ---- | ---- | ---- | ---- | ---- | ---- | ---- | ---- | ---- |
| 79   | 71   | 102  | 226  | 322  | 374  | 504  | 522  | 544  |

| 2017 | 2022 | - | - | - | - | - | - | - |
| ---- | ---- | - | - | - | - | - | - | - |
| 591  | 606  | - | - | - | - | - | - | - |

### Vie associative
Différentes manifestations ont lieu au Plessis-Feu-Aussoux, comme la Soirée Beaujolais, des concours de belote et de pétanque, les Foulées du Plessis, la Fête du Muguet, la Fête des Voisins[réf. nécessaire]
Vie associative organisée avec le CPFA - Cercle d'animation sportive et culturelle du Plessis-feu-Aussoux qui propose des activités comme le tennis, des randonnées, de la gymnastique, de la lecture...)[réf. nécessaire].
En 2008 fusion avec le club de tennis le COVY de la commune voisine de Voinsles à la suite de la construction d'un court de tennis et un multisport, ce qui a permis l'organisation de nombreux matchs et le fameux tournoi Briard. Malheureusement le club a été suspendu en 2016[réf. nécessaire].

## Économie

### Agriculture
Le Plessis-Feu-Aussoux est dans la petite région agricole dénommée la « Brie centrale », une partie de la Brie autour de Mormant. En 2010, l'orientation technico-économique de l'agriculture sur la commune est la culture de céréales et d'oléoprotéagineux (COP).

## Culture locale et patrimoine

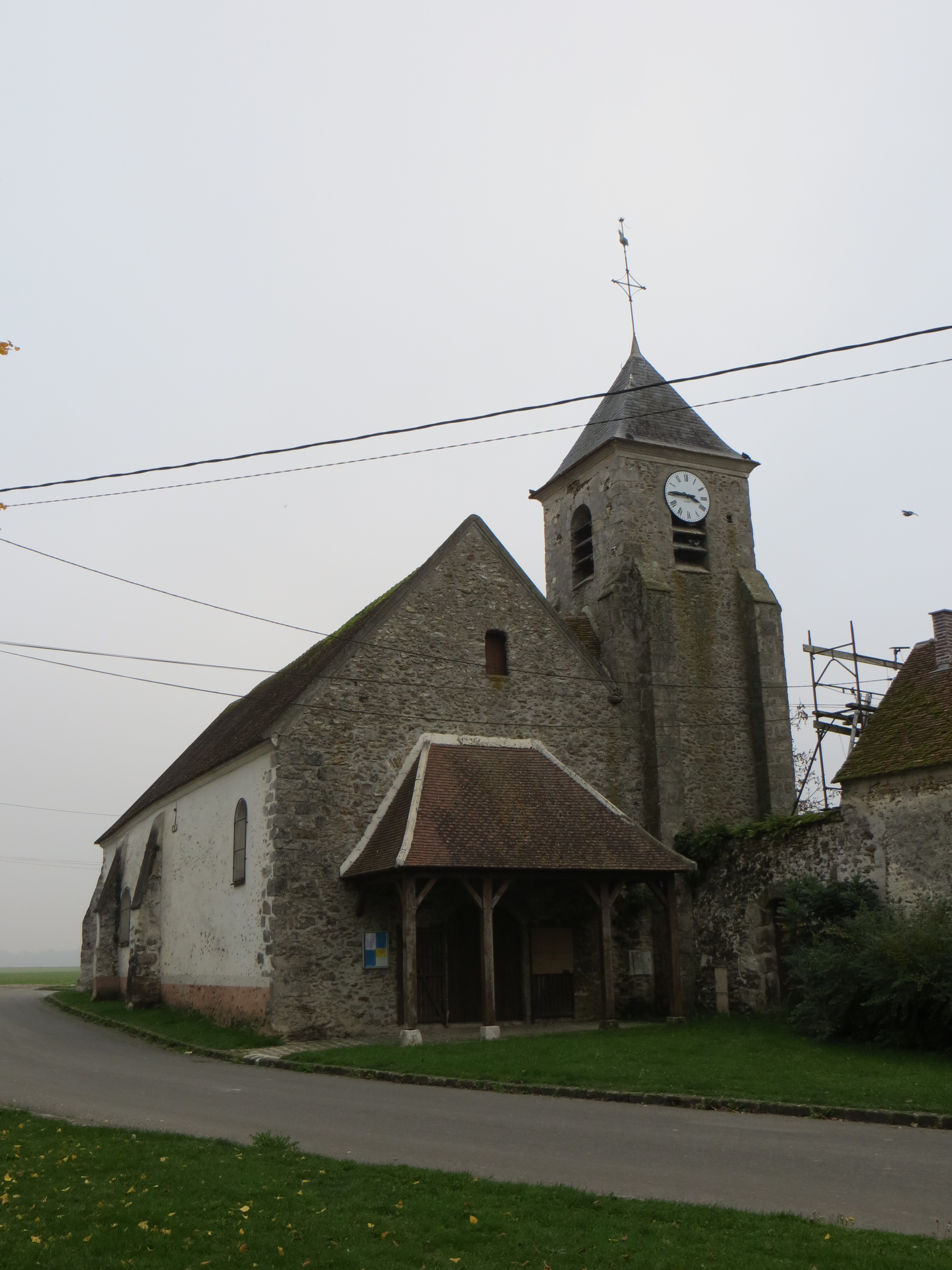
L'église Saint-Nicolas - cloche de l'église sonnant 16h :Fichier:Le Plessis-Feu-Aussoux - Cloche de l'église Saint-Nicolas - 16h.ogg

### Lieux et monuments
- L'église Saint-Nicolas[61].

L'église est citée en 1339 comme chapelle (Capella de Plesseto defuncto Amxodi) ; elle a dû être édifiée vers 1265, lorsque le seigneur fit construire autour de sa résidence une enceinte formée par de hauts murs en pierres, dont une partie est encore visible. En effet, le mur de l'église côté rue fait corps avec le mur de l'enceinte. À l'intérieur de l'enclos (basse-cour) il y avait un donjon, des logis, des écuries et des étables.
Elle a été de nombreuses fois remaniée et n'est pas passée loin de la démolition en raison de sa vétusté. Le clocher a dû être érigé vers 1802 à l'emplacement d'un petit cimetière. Le caquetoir, sorte d'auvent placé au-dessus du portail d'entrée, démoli vers 1920, a été reconstruit en 1999. À l'origine, les patrons étaient saint Cosme et saint Damien. À compter de 1680 environ, l'église sera sous le vocable de saint Nicolas. Le retable du maître-autel en bois sculpté et ses trois toiles (saint Nicolas, saint Pierre et saint Jean), la grille de communion en fer forgé, ainsi qu'une Vierge à l'enfant en bois polychrome, datant du XIVe siècle sont classés aux monuments historiques. La cloche, fondue en 1523, a elle aussi été classée comme objet aux monuments historiques en 2000.
- La place du village est un vaste espace engazonné, des tilleuls formant des allées ombragées. L'aire centrale sert de terrain de jeux et accueille diverses manifestations. Le bâtiment de la mairie était à l'origine une école, édifiée en 1848. Au cours des ans elle a subi des aménagements, le dernier étant la construction sur la façade arrière d'une rotonde entièrement vitrée donnant sur la place.
- Le GR Pays de l'Yerres passe dans la commune.
- Randonnée pédestre : une plaquette a été réalisé par la Mairie, « Randonner au cœur de la Brie », avec un parcours balisé de 17 kilomètres d'une durée de 4h15[62].

### Personnalités liées à la commune
- Le claveciniste Jacques Champion de Chambonnières (vers 1601 - 1672), « père de l'école française du clavecin », qui a joué à la Cour du roi Louis XIII puis de celle de Louis XIV, a logé dans le village, dans une propriété appartenant à sa première femme.

Son père et son grand-père étaient joueurs d'épinette et son père l'était à la Chambre du Roi. Jacques Champion de Chambonnières donnait des concerts à l'« Académie des honnestes curieux ». Il a également été danseur (Ballet de la marine donné à l'Arsenal en 1635, Ballet royal de la nuit avec Louis XIV et Lully en 1653, ballet de l'opéra Le nozze di peleo e di Theti de Carlo Caproli en 1654). Il est enfin réputé pour avoir été un précurseurs de la forme suite, en regroupant ses compositions par tonalité. Il a introduit la famille Couperin, dont trois membres furent ses élèves, à la Cour de Louis XIV.
- Jean Commère (1920-1986), peintre français aquarelliste connu pour ses paysages briards, a habité la commune à partir de 1954.

Il a travaillé notamment dans l'atelier du sculpteur Jean Boucher. En 1952, il a reçu le grand prix Othon Friesz pour son tableau Inondations à Denée. Il est également connu pour avoir réalisé les décors et costumes du Concerto aux étoiles de Béla Bartók en 1955 ainsi que le portrait d'Yves Montand et de Simone Signoret (Les sorcières de Salem) en 1956.
Parmi ses distinctions, il a été chevalier des Arts et des Lettres en 1958 et fait officier en 1979. En 1971, la galerie Philippe Reichenbach organise une rétrospective à New York de ses œuvres.
Au Plessis-feu-Aussoux, il peint des paysages, des natures mortes, des scènes familiales ainsi qu'une série de Madones. Ses thèmes de prédilection sont alors les scènes de rue parisienne, les « maisons des champs » du Plessis, les scènes de chasse. Son épouse a été maire du Plessis-Feu-Aussoux de 1965 à 1971.